# Sierotka (typografia)

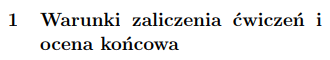
Sierotka „i” w nagłówku

Sierotka, sierota, zawieszka, wiszący wyraz – błąd typograficzny, polegający na pozostawieniu na końcu wersu osamotnionego krótkiego słowa, zwłaszcza jednoznakowego. Wyraz „osamotniony” oznacza tutaj oddzielenie od blisko powiązanego słowa łamaniem linii. Sierotki rażą szczególnie w sąsiedztwie znaków interpunkcyjnych, przykładowo na początku lub końcu zdania. Sierotka jest uchybieniem typograficznym, nie jest zaś błędem ortograficznym.
Między językiem angielskim a polskim występuje pewna nieścisłość terminologiczna. W języku polskim mianem sierotki określa się, jak wyżej, pojedynczy wyraz pozostawiony na końcu linii – termin ten ma więc znaczenie w kontekście pojedynczej linii. W języku angielskim typograficzne określenie orphan funkcjonuje w kontekście akapitu i oznacza pojedynczą linię nowego akapitu pozostawioną na poprzedniej stronie.
Jeśli sierotka stanowi jedyne słowo w ostatnim wierszu akapitu, to jest jednocześnie wdową.

## Przykłady
W języku polskim występuje 6 podstawowych wyrazów jednoliterowych, czyli potencjalnych sierotek:
- 2 spójniki (współrzędne łączne): a, i
- 4 przyimki (proste): o, u, w, z.

Inne jednoznakowe sierotki to potencjalnie np.:
- wykrzyknik e
- jednocyfrowe numery, np. przy imionach i tytułach, por. Mieszko I, Pius V, Shrek 2
- jednostki miar, np. h, s, A – jeśli są oddzielone od liczby łamaniem linii
- symbole matematyczne – m.in. stała jak π, e, c albo zmienna jak x, y
- symbole pierwiastków chemicznych – 14 z nich jest jednoliterowych: H, B, C, N, O, F, P, S, K, V, Y, I, W, U
- jednoliterowe części nazw, por. promienie X, godzina „W”
- nazwy liter (a ... z), cyfr (0 ... 9) i innych pojedynczych znaków, np. & (etka)
- niektóre skróty, na przykład przed nazwiskami (x., o.) albo po numerach roku (r.).

Uwaga: pojedyncze znaki mogą występować obok siebie, np.:
- bezpośrednio po spójniku może wystąpić przyimek (i w związku z tym),
- po przyimku może występować numer (w I połowie XX w.),
- po jednocyfrowej wielkości może występować jednostka (8 h).

Te zjawiska mogą się łączyć, dając obok siebie nawet 4 pojedyncze znaki: otworzyć i w 1 l wody rozpuścić.

## Normy
Reguła zabraniająca sierotek dotyczy zarówno tekstów ciągłych, jak i pojedynczych napisów wielowierszowych (tytuły, podpisy). Polską Normę PN-P-55366:1983, opisującą podstawowe zasady dotyczące wielkości wcięć, odstępów między wyrazami, dzielenia liczb na grupy cyfrowe, rozdzielania i przenoszenia, wyróżnień, znaków pisarskich, wyliczeń, wycofano w 2014.
Reguła ta obowiązuje wyłącznie dla składów w języku polskim i czeskim. W pozostałych językach albo nie jest znana, albo się jej nie przestrzega.

## Zapobieganie
Unikaniu sierotek służą twarda spacja oraz bardziej elastyczna spacja niełamiąca. W ostateczności możliwe jest łamanie linii przed sierotką (jeśli nie powinna być na końcu linii) albo przed wyrazem poprzedzającym ją (jeśli nie powinna być na początku). Por. miękki enter – nie powinno przechodzić się do nowego akapitu. Miękki enter pozwala też uniknąć problemów z justowaniem, jeśli spacja niełamliwa jest niedostępna, a twarda spacja ma stałą szerokość.